# Дуліготузумаб
Дуліготузумаб (МНН) є гуманізованим моноклональним антитілом IgG1, призначеним для лікування раку. Він діє як імуномодулятор і зв'язується з HER3. Розроблявся компанією Roche. Клінічні розробки для лікування раку голови та шиї та колоректального раку були припинені, але дослідження фази I у комбінації з кобіметинібом виявили безпеку при лікуванні солідних пухлин.